# Scuola politecnica federale di Losanna
La Scuola politecnica federale di Losanna (EPFL) è un'università e istituto di ricerca di Losanna (Svizzera), fondato nel 1969. È annoverata come una delle migliori università al mondo nell'ambito delle scienze fondamentali, dell'ingegneria, dell'informatica e dell'architettura.

## Storia
La Scuola fu fondata nel 1853 come scuola privata da Lois Rivier, laureato all'École Centrale Paris e John Gay, allora professore e rettore dell'Académie de Lausanne. Nel 1869 l'École spéciale de Lausanne divenne il dipartimento tecnico dell'Académie de Lausanne. Quando quest'ultima venne riorganizzata acquisendo lo statuto di università nel 1890, la facoltà tecnica cambiò il suo nome in École d'ingénieurs de l'Université de Lausanne. Nel 1946 fu di nuovo ribattezzata École polytechnique de l'Université de Lausanne (EPUL).
Nel 1969, l'EPUL venne separata dal resto dell'Università di Losanna per costituirsi come istituzione federale avente il nome attuale. Il Politecnico di Losanna, con quello di Zurigo (ETH) ed altri quattro istituti di ricerca sono gestiti dal Settore dei Politecnici Federali (afferente al Consiglio della Confederazione Svizzera), a differenza di tutte le altre università del paese, che vengono gestite dai cantoni.
Dopo la nomina di Patrick Aebischer a presidente nel 2000, l'EPFL ha iniziato a svilupparsi nel campo delle scienze della vita. Nel 2008 ha assorbito l'Istituto svizzero di ricerca sperimentale sul cancro (ISREC).
La popolazione universitaria era cresciuta dai 360 studenti del 1946 ai 1.400 studenti e 55 professori nel 1969. Nei due decenni successivi, essa era aumentata continuamente fino a toccare nel 2012 un numero pari a 14.000 persone fra studenti e occupati nel campus, di cui circa 9.300 erano studenti di baccellierato, Master o PhD. I restanti 4.700 erano: personale amministrativo, scienziati, personale tecnico, professori e imprenditori occupati nello Science Park. Più di 125 paesi sono rappresentati nel campus, con una quota del 48% della popolazione studentesca di nazionalità straniera. L'università ha come lingue ufficiali il francese e l'inglese.

## Ammissione e didattica

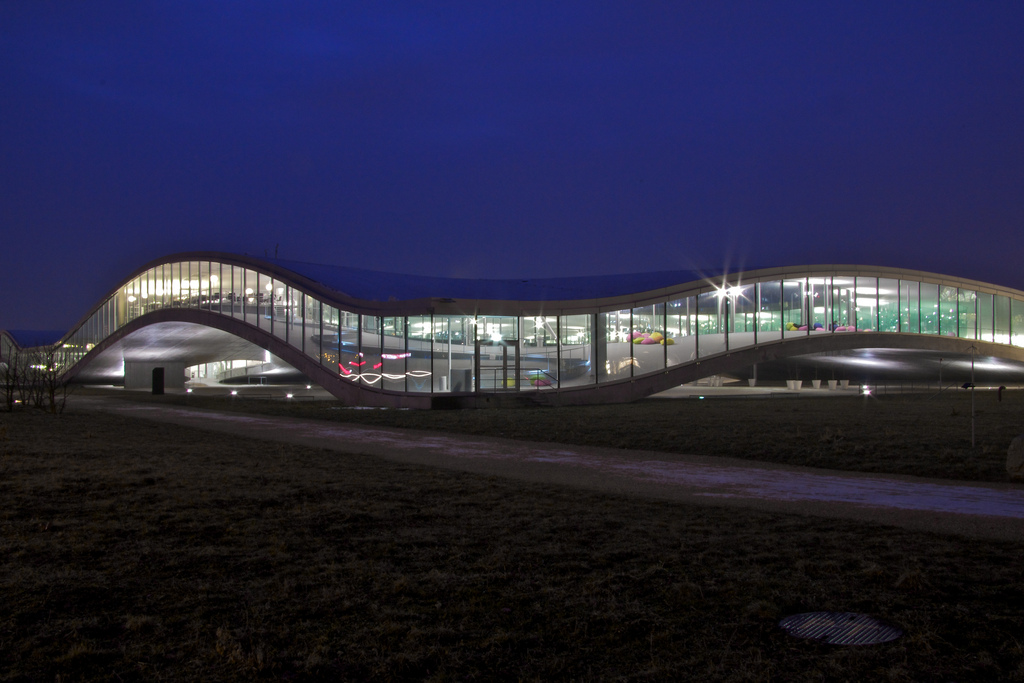
Il Rolex Learning Center dell'EPFL.

Come ogni università pubblica in Svizzera, l'EPFL è obbligato ad iscrivere tutti i cittadini svizzeri residenti che abbiano conseguito il certificato di maturità negli istituti della Confederazione. Agli studenti esteri è richiesto di avere una votazione finale pari ad almeno l'80% del voto massimo previsto dall'ordinamento scolastico elvetico.
Il vero processo di selezione avviene durante il primo anno di studio. Questo periodo è chiamato ciclo propedeutico e si conclude con un esame obbligatorio a blocchi con riferimenti a tutti i corsi seguiti durante il primo anno. Se la media ponderata non è sufficiente, lo studente deve ripetere l'intero primo anno di corso per poter frequentare il secondo anno dell'ateneo. Al 2013, la percentuale dei respinti al primo anno sfiorava il 50% e molti di loro scelgono di abbandonare il percorso di studi. Il tasso di insuccesso del ciclo propedeutico è più alto nelle facoltà di matematica, fisica e ingegneria elettrica nelle quali solo il 30–40% degli studenti supera il test.
Poiché la maggior parte dei corsi sono erogati in lingua francese, gli studenti stranieri devono produrre un certificato CEFR almeno di livello B2, sebbene sia consigliato un livello di competenza pari al livello C1.
Come in tutte le università svizzere, l'anno accademico è diviso in due semestri. Al 2013, solamente il 58% completava il percorso di laurea triennale e il biennio di specializzazione nei tempi previsti. Al terzo anno di corso, l'EPFL offre la possibilità di svolgere un programma di scambio culturale con un'università straniera, in particolare un anno presso la Università Carnegie Mellon nell'ambito delle discipline scientifiche e ingegneristiche oppure di partecipare a un programma nelle materie aeronautiche e aerospaziali laureato presso l'Institut Supérieur de l'Aéronatique et de l'Espace francese. L'ultimo semestre è dedicato alla stesura di una tesi.

## Personalità
- Daniel Borel (* 1950), industriale, fondatore di Logitech
- Michael Grätzel (* 1944), professore, inventore della cella di Grätzel, riferimento mondiale nel panorama solare
- Martin Hairer (* 1975), professore di matematica
- Anna Kiesenhofer (* 1991), matematico e ciclista
- Joël Mesot (* 1964), fisico, professore e presidente dell'Politecnico federale di Zurigo
- Georges de Mestral (1907–1990), inventore della chiusura in velcro
- Claude Nicollier (* 1944), astronauta e professore
- Martin Odersky (* 1958), professore e fondatore del linguaggio di programmazione Scala
- Martin Vetterli (* 1957), (Elektro-Ingenieur) professore e presidente
- Maryna Viazovska (* 1984), matematico ucraino
- Raphael Zuber (* 1973), architetto e visiting professor di architettura

## Il campus

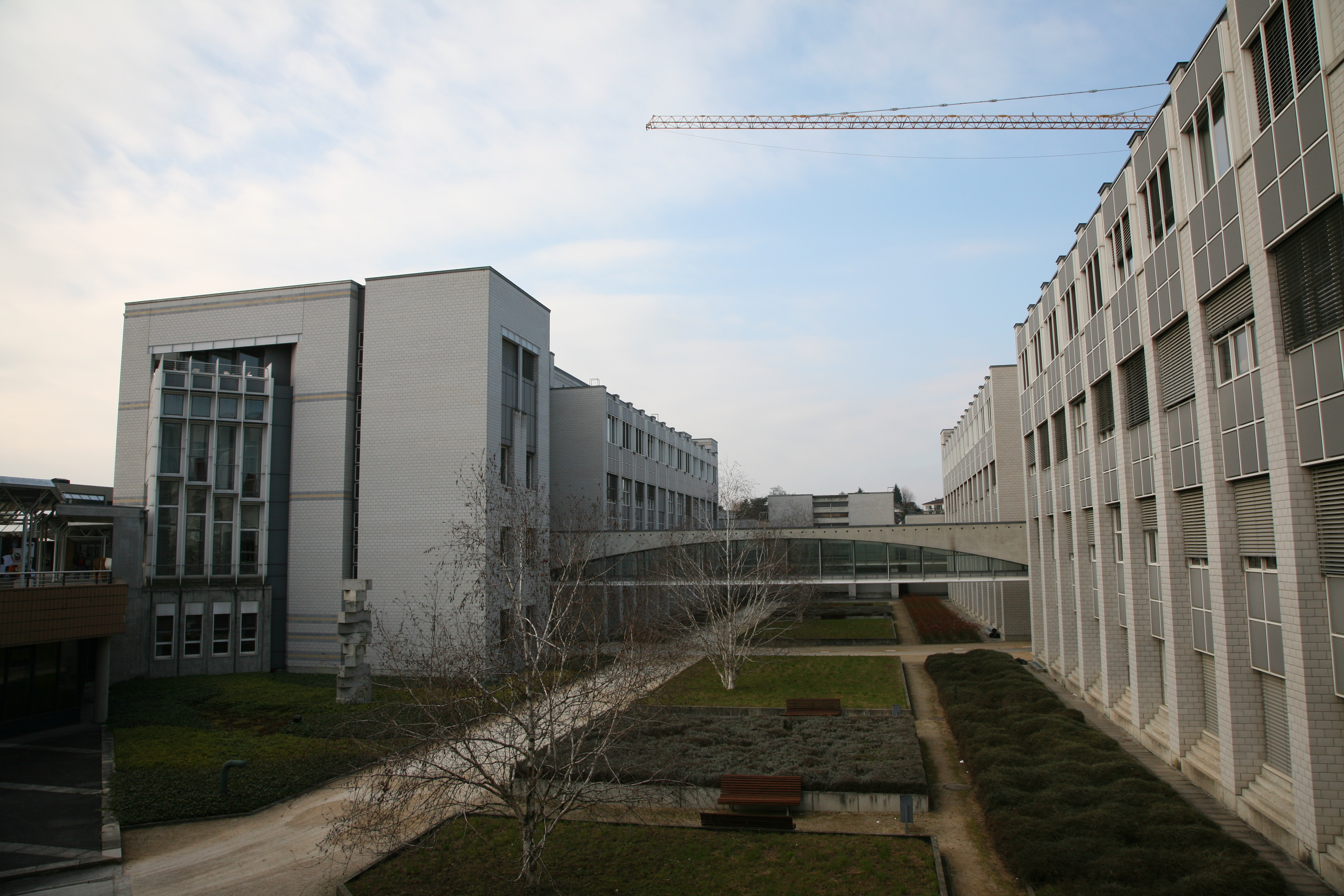
Gli MX buildings.

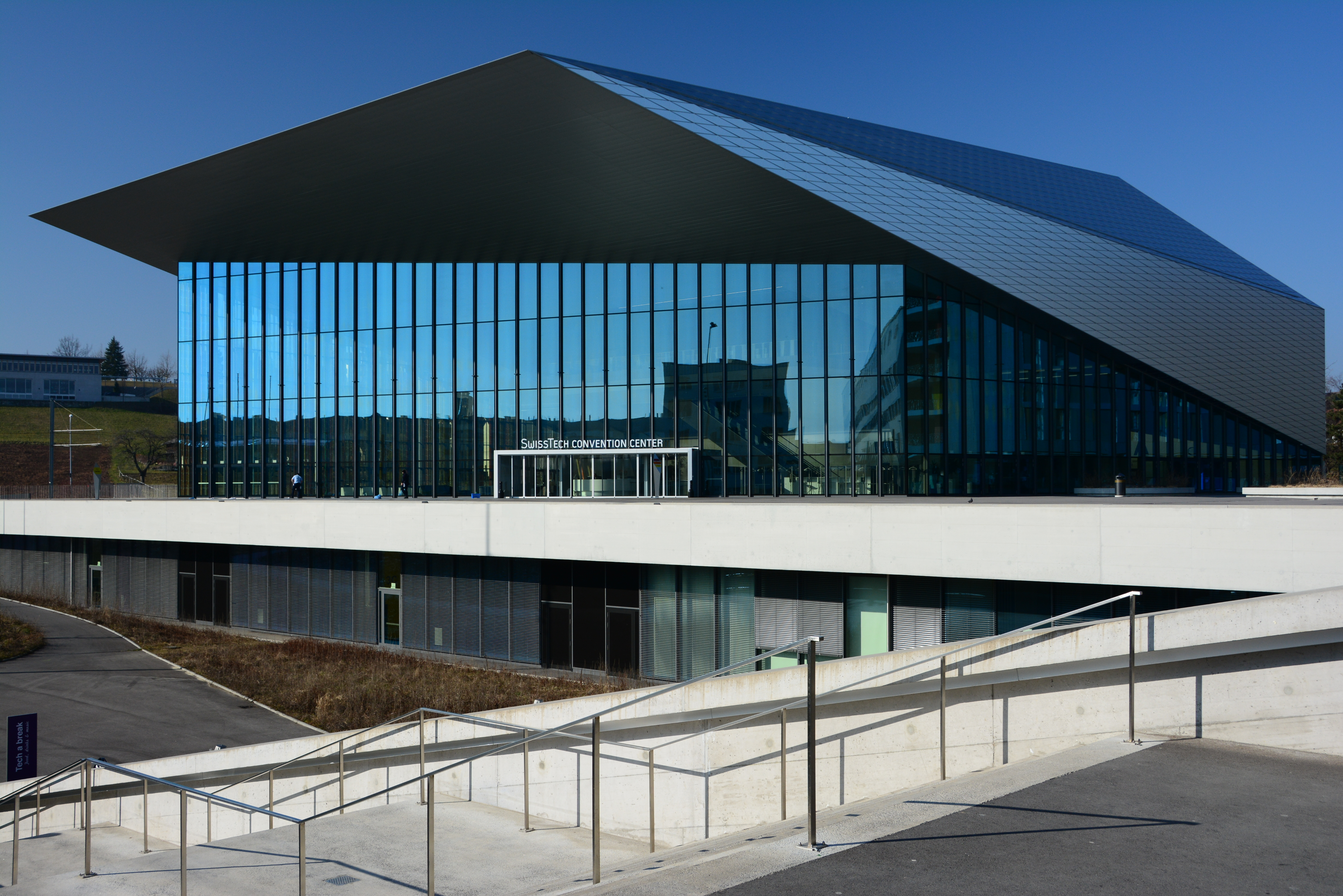
Il Swiss Tech Convention Center.

L'École d'ingénieurs de l'Université de Lausanne, da cui ha origine l'EPFL nella sua forma odierna, era situata nel centro di Losanna. Nel 1974, cinque anni dopo che l'EPFL fu separato dall'università per diventare un istituto federale, iniziò la costruzione di un nuovo campus a Dorigny presso Écublens, un sobborgo a sud-ovest di Losanna sulle rive del Lago Lemano. I primi edifici furono inaugurati nel 1978.
Da allora, il campus dell'EPFL è stato oggetto di investimenti immobiliari per complessivi 462 milioni di franchi svizzeri, di cui un primo lotto fu completato nel 1984 e un secondo lotto sei anni più tardi. Nel 1991 fu fondato l'EPFL Innovation Park, inizialmente denominato Science Park e Innovation Square.  A nord del campus furono integrati l'edificio di microtecnologia, realizzato fra il 1995 e il 1998 e l'edificio architettonico che fu completato nel 2000. Nel 2002, anche il dipartimento di architettura si trasferì nel campus di Écublens, unendo tutti i dipartimenti di EPFL in un unico plesso. Infine, nel febbraio 2010 fu ultimato il Rolex Learning Center, comprendente spazi di lavoro, per il tempo libero e i servizi, ubicato al centro del campus. A marzo del 2014 fu aperto al pubblico il centro conferenze chiamato SwissTech Convention Center.
EPFL Innovation Park
L'EPFL Innovation Park è l'incubatore d'impresa dedicato alle start-up studentesche. Dal 1997, sono state create in media ogni anno dodici start-up composte da studenti e docenti dell'EPFL, che nel 2013 hanno ricevuto un budget di 105 milioni di franchi svizzeri.
SwissTech Convention Center
L'edificio è stato progettato dallo studio di architettura Richter Dahl Rocha & Associés di Losanna, finanziato da due fondi immobiliari del Credit Suisse per 120 milioni di franchi svizzeri. Il Credit Suisse è il proprietario dell'edificio e riceve dall'EPFL un affitto annuale di 6 milioni ECF. Questo partenariato pubblico-privato è stato censurato dall'Ufficio federale di audit in quanto «le condizioni sono sfavorevoli per l'EPFL e favorevoli per l'investitore».
Romande énergie ha realizzato la facciata ovest dell'edificio con pannelli solari organici sensibili alla tintura, chiamate anche "celle Grätzel" in onore di Michael Grätzel, professore di chimica fisica all'EPFL e inventore di questa tecnologia.
L'area di Écublens
Unitamente all'Università di Losanna, anch'essa situata a Écublens, l'EPFL forma un vasto campus che accoglie circa 20.000 studenti sulle rive del Lago di Ginevra. Il campus è servito dalla linea 1 della metropolitana e offre un sistema di bike sharing. Interamente alimentato dal 2012 con energia idroelettrica, l'EPFL è stato il primo campus a ricevere l'International Sustainable Campus Excellence Award dall'International Sustainable Campus Network.
Quasi tutte le strutture dell'EPFL si trovano nel suo campus principale. Esistono anche alcune sedi distaccate: la Microcity di Neuchâtel, il Pôle EPFL Valais di Sion, il Campus Biotech di Ginevra (comprendente il Wyss Centre for Bio- and Neuro-engineering ) e lo Smart Living Lab di Friburgo.
Nel primo decennio del secondo millennio l'EPFL ha realizzato la sua prima sede estera: l'EPFL Middle East, un centro di ricerca asiatico, insediato nell'Emirato di Ra's al-Khayma, negli Emirati Arabi Uniti.

## La scuola
L'EPFL conta più di 13000 persone nel campus, tra approssimativamente 9000 studenti, 280 professori, 1300 assistenti e ricercatori e imprenditori all'interno del Parc Scientifique della scuola.  Si registrano 107 nazionalità e più del 50% del corpo insegnante è straniero.
La scuola comprende sei facoltà:
- Enac : Environnement naturel, architectural et construit (architettura, genio civile e scienze e ingegneria dell'ambiente)
- I&C : Informatique et communications (informatica e sistemi di comunicazione)
- SB : Sciences de base (fisica, chimica e matematica)
- SV : Sciences de la vie (scienze della vita)
- STI : Sciences et techniques de l'ingénieur (meccanica, elettricità, materiali e microtecnica)
- CdH : Collège des humanités
- CdM : Collège du management

## Ricerca
L'EPFL è consulente scientifico per Alinghi, l'imbarcazione vincitrice della coppa America nel 2003 in Nuova Zelanda e nel 2007 a Valencia.

### Solar Impulse
È stata inoltre incaricata di realizzare Solar Impulse, un aeroplano autosufficiente grazie all'alimentazione a energia solare. Questo progetto ha permesso a Bertrand Piccard di circumnavigare il globo senza scalo, concludendo la sua missione lì dove era iniziata, ad Abu Dhabi, negli Emirati Arabi Uniti, il 26 luglio 2016.